# Агишты
Агишты (чечен. Эгӏашта) — село в Шалинском районе Чечненской Республики. Административный центр Агиштинского сельского поселения.

## География

Агиштинское сельское поселение на карте Шалинского района

Село расположено по обоим берегам реки Басс, в 10 км к югу от районного центра — Шали и в 44 км к юго-востоку от города Грозный.
Ближайшие населённые пункты: на юге — сёла Тевзана и Махкеты, на юго-востоке — село Хатуни, на севере — город Шали.

## Название
В основу названия села Агишты легло слово «агаш» — дерево, лес.

## История

### В древности
- В центре Агишты был обнаружен курган диаметром около 50-60 метров и высотой порядка 8 метров. В его пределах найдены человеческие останки, бронзовые кольца, керамика и другие предметы[5].
- Также, в 1939 году на колхозном поле неподалёку от Агишты случайно вскрыли два погребения с сосудами, однако из-за утраты материала определить время их возникновения не представляется возможным[5].

### XVIII—XX века
Свою историю это село начинает с 1720 года.
В 1944 году после выселения чеченцев и ликвидации Чечено-Ингушской АССР селение Агишты, было переименовано в Шапих и заселён выходцами из соседнего Дагестана. После восстановления Чечено-Ингушской АССР селу вернули прежнее название, а выходцы из Дагестана переселены обратно.

## Население
| 1990  | 2002  | 2010  | 2012  | 2013  | 2014  | 2015  |
| ----- | ----- | ----- | ----- | ----- | ----- | ----- |
| 1468  | ↗2530 | ↘1227 | ↗1283 | ↗1348 | ↗1399 | ↗1435 |
| 2016  | 2017  | 2018  | 2019  | 2020  | 2021  | 2023  |
| ↗1467 | ↗1476 | ↗1485 | ↗1487 | ↗1494 | ↗1531 | ↗1593 |
| 2024  |       |       |       |       |       |       |
| ↗1646 |       |       |       |       |       |       |

## Образование
- Агиштинская муниципальная средняя общеобразовательная школа[20].